# Felice Bennati

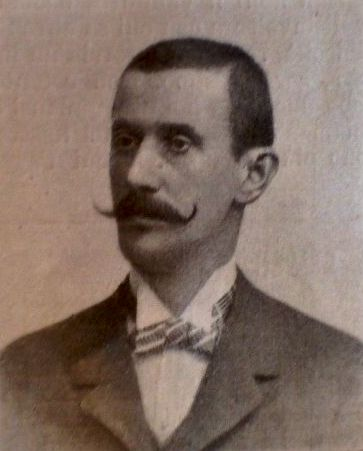
Felice Bennati

Felice Bennati (* 6. Mai 1856 in Pirano, Istrien; † 3. März 1924 in Capodistria) war ein istrianischer Politiker und Anwalt. Er war Abgeordneter zum österreichischen Abgeordnetenhaus, Abgeordneter zum istrianischen Landtag und Senator des Königreiches Italien.

## Leben
Felice Bennati wurde als Sohn des Kaufmanns Giuseppe Bennati in Pirano geboren. Nach dem frühen Tod seines Vaters lebte er bei seinem Bruder, dem Priester Giovanni Bennati. Er besuchte zunächst das Gymnasium in Capodistria und studierte danach von 1875 bis 1878 Philosophie an der Universität Wien. Nach 1878 absolvierte er zudem ein Studium der Rechtswissenschaft an der Universität Graz, wo er 1885 zum Dr. iur. promovierte. Danach war er zunächst als Advokaturskonzipient tätig, bevor er 1890 eine Anwaltskanzlei in Capodistria eröffnete.
Bennati war zeit seines Lebens für die national-italienische Sache aktiv. Er wurde bereits 1878 als Student wegen seines Kampfs für den Irredentismus unter der Anklage des Hochverrates vor Gericht gestellt, jedoch freigesprochen. Zwischen 1883 und 1886 war er Mitherausgeber der national-italienischen Zeitschrift Patria. Er war 1880 Mitbegründer und Obmann des italienischen Turnvereins Libertas in Capodistria und wurde 1890 Präsident der Società Dante Alighieri für Istrien. Zudem war er aktives Mitglied der patriotischen Vereinigung Lega nazionale.
Bennati war politisch als Gemeinde- und Stadtrat in Capodistria aktiv und vertrat seine Stadt zwischen 1895 und 1916 auch im istrianischen Landtag. Er war dabei zunächst Vertreter des Großgrundbesitzes für die Region Capodistria, danach war er bis zwei Mal im Wahlkreis der Städte, Märkte und Industrialorte für Capodistria gewählt worden. Bennati vertrat Istrien zudem als Abgeordneter der allgemeinen Wählerklasse zwischen dem 31. Jänner
1901 und dem 30. Jänner 1907 im Österreichischen Abgeordnetenhaus, wo er sich dem italienisch-liberalen Club Italiano anschloss.
Nach dem Ausbruch des Ersten Weltkriegs übersiedelte Bennati 1915 nach Italien, weshalb er 1916 wegen Verlassens des Staatsgebietes aus der Advokatenliste gestrichen wurde und er sein Landtagsmandat verlor. Er engagierte sich in Rom für die istrianischen Flüchtlinge und unterstützte die nationalen Bestrebungen auch durch Reisen nach London und Paris. 1918 veröffentlichte er in Rom unter Pseudonym das Manifest L’Istria e il diritto d’Italia, in dem er die Ansprüche des Königreichs auf Istrien begründete. Der italienischen Kommission für die Friedensverhandlungen diente er als Berater. Nach dem Ende des Ersten Weltkriegs kehrte er nach Capodistria zurück. Er wurde am 3. September 1920 zum Mitglied des italienischen Senats ernannt, dem er bis zu seinem Tod angehörte.